# 418 ألمانيا
ألمانيا هو الكويكب رقم 418 الذي تم إكتشافه من قبل عالم الفلك ماكس ولف من مرصد هايدلبرغ وكان ذلك في 7 سبتمبر من عام 1896 في ألمانيا.